# خدای بزرگ براون
خدای بزرگ براون (انگلیسی: The Great God Brown) نام نمایشنامه‌ای از یوجین اونیل نویسنده شهیر آمریکایی است.